# Modder River (rivière)
La Modder River est une rivière d'Afrique du Sud. C'est un affluent de la Riet River qui fait partie de la frontière entre le Cap-Nord et la province de l'État libre. Les rives du fleuve ont été le théâtre de violents combats au début de la seconde guerre des Boers lors de la bataille de Modder River.